# Metalimnophila protea
Metalimnophila protea là một loài ruồi trong họ Limoniidae. Chúng phân bố ở miền Australasia.